# Island Line (métro de Hong Kong)

Ligne de l'île (MTR)

La ligne de l'Île (en cantonais 港島綫, en anglais : Island line) est une ligne du métro de Hong Kong. Elle relie le quartier de Kennedy Town à celui de Chai Wan, le long de la côte nord de l'île de Hong Kong et le Port Victoria.

## Tracé et stations
La ligne comprend 17 stations sur un parcours de 16,3 km entre les terminus de Kennedy Town à l'ouest et Chai Wan au sud-est. Elle passe par les quartiers des affaires de  Central and Western et Admiralty, puis les quartiers populaires de Wan Chai et Causeway Bay, avant de rejoindre les zones d'habitations de North Point, Shau Kei Wan et Chai Wan.

## Historique
En 1980, le gouvernement de la colonie britannique de Hong Kong autorise la construction de la ligne, après avoir refusé une extension du réseau de tramways.
Le 31 mai 1985, la ligne est ouverte à la circulation entre les stations Admiralty et Chai Wan, puis prolongée le 23 mai 1986 vers l'ouest jusqu'à Sheung Wan.
Le 28 décembre 2014, un nouveau prolongement vers l'ouest est ouvert avec deux nouvelles stations, HKU et Kennedy Town, le terminus. Enfin, le 29 mars 2015, la station Sai Ying Pun est ouverte entre Sheung Wan et HKU.